# Lijst van oorlogsmonumenten in Boekel
De Nederlandse gemeente Boekel heeft één oorlogsmonument. Hieronder een overzicht.
| Nr.  | Object                                      | Herdachte groep                                                                            | Ontwerper                                                | Onthulling | Type | Locatie                | Plaats | Coördinaten                   | Foto            |
| ---- | ------------------------------------------- | ------------------------------------------------------------------------------------------ | -------------------------------------------------------- | ---------- | ---- | ---------------------- | ------ | ----------------------------- | --------------- |
| 1078 | Oorlogsmonument                             | militairen in dienst van het Ned. Kon. na 1945, geallieerde militairen, burgerslachtoffers | Frans van der Burgt (pilaar), C. van Ginneke (plaquette) | 5 mei 1951 | zuil | Sint-Janplein, 5427 BG | Boekel | 51° 36' 13" NB, 5° 40' 19" OL | Oorlogsmonument |
|      | Crashlocatie Britse Lancaster Bommenwerper  | geallieerde militairen                                                                     |                                                          |            |      | Vosdeel, 5427 RK       | Boekel |                               |                 |
|      | Crashlocatie Britse Halifax Bommenwerper    | geallieerde militairen                                                                     |                                                          |            |      | Eikelheuvel, 5427 EL   | Boekel |                               |                 |
|      | Crashlocatie Britse Wellington Bommenwerper | geallieerde militairen                                                                     |                                                          |            |      | Erpseweg 620, 5427 PG  | Boekel |                               |                 |

Alphen-Chaam ·
Altena ·
Asten ·
Baarle-Nassau ·
Bergeijk ·
Bergen op Zoom ·
Bernheze ·
Best ·
Bladel ·
Boekel ·
Boxtel ·
Breda ·
Cranendonck ·
Deurne ·
Dongen ·
Drimmelen ·
Eersel ·
Eindhoven ·
Etten-Leur ·
Geertruidenberg ·
Geldrop-Mierlo ·
Gemert-Bakel ·
Gilze en Rijen ·
Goirle ·
Halderberge ·
Heeze-Leende ·
Helmond ·
's-Hertogenbosch ·
Heusden ·
Hilvarenbeek ·
Laarbeek ·
Land van Cuijk ·
Loon op Zand ·
Maashorst ·
Meierijstad ·
Moerdijk ·
Nuenen, Gerwen en Nederwetten ·
Oirschot ·
Oisterwijk ·
Oosterhout ·
Oss ·
Reusel-De Mierden ·
Roosendaal ·
Rucphen ·
Sint-Michielsgestel ·
Someren ·
Son en Breugel ·
Steenbergen ·
Tilburg ·
Valkenswaard ·
Veldhoven ·
Vught ·
Waalre ·
Waalwijk ·
Woensdrecht ·
Zundert